# Łask
Łask é um município da Polônia, na voivodia de Łódź e no condado de Łask. Estende-se por uma área de 15,33 km², com 17 629 habitantes, segundo os censos de 2016, com uma densidade de 1125,0  hab/km².